# A36 road
Die A36 road (englisch für Straße A38) ist eine 192 km lange, fast durchgehend als Primary route ausgewiesene Straße in England, die von Bath nach Southampton führt.

## Verlauf
Die A36 beginnt westlich von Bath an der A4 road und führt zunächst durch Bath nach Osten, schwenkt dann aber dem River Avon folgend nach Süden und verläuft über Beckington, wo sie die A361 road kreuzt, und südlich an Warminster vorbei, folgt dann dem River Wylye in ostsüdöstlicher Richtung bis Wilton, von dort aus verläuft er bis Salisbury gemeinsam mit der A30 road, trennt sich dort aber wieder von dieser und führt weiter nach Südosten. Bei Whiteparish zweigt die A27 road nach Osten ab, während die A36 geradewegs, dabei den M27 motorway kreuzend, geradewegs Richtung Southampton führt, wo sie an der A35 road endet.